# Autopista Radial 3
La autopista Radial 3 o R-3 es una autopista de peaje inaugurada el 16 de febrero de 2004 con el propósito de descongestionar las salidas de Madrid en dirección este. La concesionaria de la autopista es la Sociedad Estatal de Infraestructuras del Transporte Terrestre (SEITT), organismo dependiente del Ministerio de Transportes, Movilidad y Agenda Urbana. Se adjudicó el contrato de la concesión administrativa, el 6 de octubre de 1999.
Parte de la M-23 (la prolongación de O'Donnell) a la altura de la M-40 y termina en Arganda del Rey, donde enlaza con la A-3. El enlace con la M-50 a la altura de Rivas-Vaciamadrid se abrió el 29 de junio de 2007 pues ese tramo de la M-50 fue inaugurado en esa fecha.

## Concesión
La Concesionaria de la autopista era Accesos a Madrid C.E.S.A. en colaboración empresarial de Abertis, Global Vía y Sacyr que también tenía la concesión de la R-5. En septiembre de 2012 la autopista se declara en suspensión de pagos, debido al poco tráfico, junto con otras autopistas radiales.
Tras la quiebra de la sociedad concesionaria Accesos de Madrid Concesionaria Española S.A. y el consecuente rescate público, la concesión de la autopista pasó a corresponder en 2018 a la Sociedad Estatal de Infraestructuras del Transporte Terrestre (SEITT), organismo dependiente del Ministerio de Transportes, Movilidad y Agenda Urbana.

## Flujo de tráfico
La tabla que sigue muestra la evolución de la intensidad media diaria (IMD) desde su inauguración. Es la radial que más tráfico registra de las radiales de peaje de Madrid, según datos publicados por el Ministerio de Fomento, pero aun así se mantiene muy por debajo de las previsiones de las empresas que las impulsaron.
| Ejercicio | Intensidad media diaria | % Variación |
| --------- | ----------------------- | ----------- |
| 2018      | 10.868                  | -0,9        |
| 2017      | 10.961                  | -0,2        |
| 2016      | 10.980                  | +5,0        |
| 2015      | 10.459                  | +12,0       |
| 2014      | 9.339                   | -0,1        |
| 2013      | 9.345                   | -9,4        |
| 2012      | 10.309                  | -16,8       |
| 2011      | 12.387                  | -12,0       |
| 2010      | 14.073                  | -5,2        |
| 2009      | 14.842                  | -2,3        |
| 2008      | 15.193                  | -6,4        |
| 2007      | 16.230                  | +0,6        |
| 2006      | 16.136                  | +19,5       |
| 2005      | 13.499                  | +28,5       |
| 2004      | 10.504                  |             |

Los meses estivales registran una mayor intensidad circulatoria (con una IMD de 10 966 vehículos al día en julio de 2014 y de 10 283 vehículos diarios en junio del mismo año), mientras que en invierno suele registrar las cifras más bajas (con una IMD de 7428 vehículos diarios en enero de 2014). La cifra más alta de tráfico se alcanzó en 2007, con una media de 16 230 vehículos al día. Desde entonces el tráfico de la autopista ha registrado un descenso acumulado de un 42,4 %.

## Tramos
| Denominación | Tramo                                   | Kilómetros | Año servicio / Estado (2025)                  |
| ------------ | --------------------------------------- | ---------- | --------------------------------------------- |
| R-3          | Madrid M-40 M-23 - Arganda del Rey A-3  | 33,9       | 2004                                          |
|              | Arganda del Rey A-3 - Tarancón A-3 A-40 | -          | Estudio informativo aprobado provisionalmente |

## Salidas
| Elemento | Nombre de salida (sentido Valencia)/Ver de arriba-abajo       | Número de salida | Nombre de salida (sentido Madrid)/Ver de abajo-arriba                           | Carretera que enlaza     |
| -------- | ------------------------------------------------------------- | ---------------- | ------------------------------------------------------------------------------- | ------------------------ |
|          | Vicálvaro (Madrid)                                            |                  | Madrid Continúa por M-23 calle O'Donnell M-30                                   | M-23                     |
|          |                                                               | 0                | A-3 Valencia R-4 A-4 A-42 R-5 A-5 IFEMA - A-2 Zaragoza R-2 A-1 A-6              | M-40 (todas direcciones) |
|          |                                                               | 1                | San Blas - Vicálvaro                                                            |                          |
|          | E-90 A-2 R-2 Zaragoza E-901 A-3 Valencia R-4 A-4 A-42 A-5 R-5 | 4                |                                                                                 | M-45 (todas direcciones) |
|          | Peaje de Vicálvaro                                            |                  | Peaje de Vicálvaro                                                              |                          |
|          |                                                               | 4                | E-901 A-3 Valencia R-4 A-4 A-42 A-5 R-5 E-90 A-2 R-2 Zaragoza                   | M-45 (todas direcciones) |
|          | Túnel 106m cañada real Galiana                                |                  | Túnel 106m cañada real Galiana                                                  |                          |
|          | A-3 R-4 A-4 A-42 R-5 A-5                                      | 8                | M-50 (todas direcciones) A-3 Valencia R-4 A-4 A-42 R-5 A-5 A-2 Zaragoza R-2 A-1 | M-50                     |
|          | Mejorada del Campo - Velilla de San Antonio                   | 12               | Mejorada del Campo - Velilla de San Antonio                                     | M-208                    |
|          | Área de Servicio de Támbora                                   |                  | Área de Servicio de Támbora                                                     |                          |
|          | Loeches - Arganda del Rey                                     | 21               |                                                                                 | M-300                    |
|          | Peaje de Arganda                                              |                  | Peaje de Arganda                                                                |                          |
|          | Arganda del Rey Continua por A-3                              |                  | Arganda del Rey                                                                 | A-3                      |